# Torrelodones
Torrelodones  é um município da Espanha na província e Comunidade de Madrid. Faz parte da área metropolitana de Madrid, tem 22 km² de área e em 2021 tinha 24 122 habitantes (densidade: 1 099 hab./km²).

## Demografia
| Variação demográfica do município entre 1991 e 2004[carece de fontes?] | Variação demográfica do município entre 1991 e 2004[carece de fontes?] | Variação demográfica do município entre 1991 e 2004[carece de fontes?] | Variação demográfica do município entre 1991 e 2004[carece de fontes?] |
| ---------------------------------------------------------------------- | ---------------------------------------------------------------------- | ---------------------------------------------------------------------- | ---------------------------------------------------------------------- |
| 1991                                                                   | 1996                                                                   | 2001                                                                   | 2004                                                                   |
| 7198                                                                   | 10743                                                                  | 15563                                                                  | 18228                                                                  |